# Demetriusz i Polibiusz
Demetriusz i Polibiusz (wł. Demetrio e Polibio) – opera seria w dwóch aktach Gioacchino Rossiniego. Libretto napisała Vincenzina Viganò Mombelli. Kompozycja została ukończona przed rokiem 1810, ale premiera odbyła się dopiero 18 maja 1812 roku w Teatro Valle w Rzymie.

## Historia opery
Młodzieńcza opera Rossiniego, została napisana niejako na zamówienie tenora i impresaria, Domenico Mombelli, który ze swoją trupą teatralną składającą się z dwóch córek Ester (sopran) i Marianną (kontralt) oraz przyjaciela Lodovico Olivieri (bas), wystawiał przedstawienia operowe.
Sam kompozytor opowiadał Ferdynandowi Hillerowi, niemieckiemu kompozytorowi i nauczycielowi muzyki, w 1856 r. (44 lata po pierwszym wykonaniu opery), że zaczął komponować Demetriusza i Polibiusza prawie dla zabawy. Mombellego poznał gdy miał 13 lat. Jak opowiadał, na życzenie pewnej damy usiłował zdobyć nuty arii z opery wystawianej przez trupę Mombellego. Ten jednak odmawiał. Młody Rossini nie dał za wygraną i sam zapisał nuty będąc dwukrotnie na spektaklu. Mombelli zachwycił się zdolnościami młodego człowieka i zaproponował mu kompozycję utworów do tekstów pisanych przez jego drugą żonę, Vincenzinę Mombelli. Składały się one na libretto opery. Jak opowiadał Hillerowi, dostawał od Mombellego teksty duetów albo arii, do których pisał muzykę za wynagrodzeniem kilku piastrów. Tak nieświadomie tworzył operę. Nie wiadomo, ile czasu zajęło mu ukończenie dzieła, które prawdopodobnie powstawało w latach 1806–1809.
Jeden lub dwa numery muzyczne opery mogą pochodzić od samego zamawiającego Mombellego: cavatina Euneme Presenta in questi doni (pierwszy akt, scena 2, nieuwzględniona w libretcie z 1812 r.); aria Siveno Perdon ti chiedo, o padre (drugi akt, scena 3), a także recytatywny.
Opera została ukończona przed 1810 r., Dzięki czemu jest to pierwsza skomponowana opera Rossiniego. Publiczna premiera się dopiero 18 Maja 1812 w Teatro Vallo w Rzymie. Rossini najprawdopodobniej nie był obecny. Domenico Mombelli wykonywał wiodącą rolę w przedstawieniu Demetriusza, a jego dwie córki Ester i Marianna przejęły role Lisingi i Siveno. Bas Lodovico Olivieri, przyjaciel rodziny, śpiewał partię Polibiusza.
W następnych dziesięcioleciach dzieło było wykonywane w różnych włoskich operach, takich jak 1814 w Bolonii, 1815 w Padwie, 1817 w Teatro San Benedetto w Wenecji, 1818 w Palermo, 1829 w Teatro alla Scala w Mediolanie i 1838 w Teatro del Fondo w Neapolu. Do 1820 r. Spektakle również były w Wiedniu, Dreźnie i Monachium.
Ponieważ późniejsze dzieła Rossiniego, były bardziej atrakcyjne dla teatrów, opera została w dużej mierze zapomniana. Przypomniano ją dopiero w 1979 r. w małym toskańskim miasteczku Barga. W 1992 roku miał miejsce koncert na festiwalu operowym w Martina Franca, a w 2010 roku został zagrany na Rossini Opera Festival w jego rodzinnym Pesaro. W 2016 roku Demetriusza i Polibiusza pokazano na festiwalu Rossiniego w Bad Wildbad w Niemczech.
Stendhal, który obejrzał operę, chwalił „wysublimowane kantyleny” Rossiniego oraz „wdzięk i skromność dodatków tym młodzieńczym dziele”. Zachwycił się zwłaszcza kwartetem Donami omai Siveno (drugi akt, scena 2) i duetem miłosnym Lisingi i Siveno Questo cor ti giura amore (pierwszy akt, scena 3).
Rossini ponownie wykorzystał niektóre motywy w późniejszych utworach. Na przykład początek i koniec kwartetu Donami omai Siveno z drugiego aktu pojawiają się w kwintecie aktu II Dziwaczne nieporozumienie. Dalsze zapożyczenia można znaleźć w Kamień probierczy, Cyrus w Babilonii oraz Signor Bruschino (duet miłosny Florville / Sofia Quanto è dolce a un alma amante).

## Treść
Siveno, młody mężczyzna, mieszka na dworze Polibiusza, króla Partów i jest uważany za syna jednego z jego byłych ministrów. W rzeczywistości jest on jednak synem Demetriusza, króla Syrii. Kiedy ten tymczasowo utracił władzę i rodzinę, jego syna uratował zmarły sługa Demetrios. Doprowadził Siveno potajemnie na dwór Polibiusza, nie zdradzając dziecku ani nikomu, czyim jest synem. Siveno zakochuje się w córce Polibiusza, Lisingi. Tuż przed zawarciem małżeństwa Demetriusz, który odzyskał kontrolę nad Syrią, pojawił się na dworze Polibiusza przebrany za ambasadora Eumene. Prosi Polibiusza o przekazanie mu Sivena, jednak prośba została odrzucona. Kiedy Eumene znajduje Lisingę samą w komnacie ślubnej zamiast syna, porywa ją jako zakładniczkę. Podczas wymiany pary młodej Eumene (Demetriusz) ujawnia Siveno, że jest jego ojcem. W międzyczasie Lisinga zmobilizowała siły Partów, aby zabić Eumene. Siveno zapobiega temu w ostatniej chwili. Eumene ujawnia wszystkim, że jest Demetriuszem, królem Syryjczyków i zawiera pokój z Polibiuszem. Teraz młoda para może wreszcie rozpocząć szczęśliwe i beztroskie życie.
Poniższe streszczenie akcji oparte jest na libretto oryginalnej wersji z 1812 roku. W późniejszych wersjach są dodatkowe sceny z Almirą / Olmirą, powierniczką Lisingi i z Onao, zwolenniczką Polibiusza.

### Pierwszy akt
Sala audiencyjna z tronem z boku
Scena 1. Otoczony przez możnych Partów i żołnierzy, Siveno siedzi u stóp Polibiusza. Polibiusz kocha Siveno jak syna, ponieważ nie ma własnego. Siveno przysięga lojalność wobec niego (duet Polibiusza / Siveno: „Mio figlio non sei”). Jego ślub z córką Polibiusza, Lisingą, jest bliski (aria Siveno: „Pien di contento il seno”).
Scena 2. Domniemany ambasador Eumene (w rzeczywistości sam syryjski król Demetriusz) wkracza ze swoją świtą przed tron, na którym zasiada Polibiusz i wręcza mu różne prezenty. Eumene prosi Polibiusza, by dał mu młodego Siveno, wychowanego na dworze partyjskim. Mówi, że to jedyny syn Minteo, bliskiego przyjaciela króla Syrii. Polibiusz nie chce się rozstać z Siveno i odmawia. Wymieniają gorzkie argumenty (duet Polibiusza / Eumene: „Non cimentar lo sdegno”). Oba rozchodzą się w gniewie.
Świątynia z ołtarzem pośrodku i tronem z boku
Scena 3. W świątyni Siveno, Polibiusz, kapłan i lud. Siveno okazuje radość z powodu zbliżającego się ślubu z Lisingą. Polibiusz siada na tronie (chór: „Nobil gentil donzella”). Przybywa Lisinga i z Siveno idą do ołtarza (Aria Lisinga: „Alla pompa già m’appresso”). Przysięgają wieczną miłość (duet Lisingi / Siveno: „Questo cor ti giura amore”). Polibiusz cieszy się z tej pary, ale wyraża zaniepokojenie zachowaniem ambasadora Syrii. Siveno oświadcza, że będzie nadal przy nim i, jeśli to konieczne, będzie walczyć o swoje prawa. Lisinga chce mu pomóc (tercet Lisingi / Siveno / Polibiusza: „Semper teco ognor contenta”).
Duży plac z widokiem na pałac królewski
Scena 4. Eumene ostrożnie podchodzi do zamku ze swoją świtą (chór: „Andiamo taciti”). Przekupił strażników i sługów Partów, aby wejść do zamku i porwać Siveno (aria Eumene z chórem: „All’alta impresa tutti”).
Królewski gabinet z wnęką i sofą. Noc
Scena 5. Lisinga siedzi zmęczona na kanapie (aria Lisingi: „Mi scende sull’alma”). Wraz ze strzelcami i pochodniami Eumene wchodzi do pokoju bocznymi drzwiami. Nie znajduje Siveno, ale bierze Lisingę jako zakładniczkę. Lisinga wzywa na pomoc i na próżno błaga o litość (finał I: „Ohimè, crudel, che tenti”). Polibiusz i Siveno usłyszeli jej wezwania i pędzą do nich. Aby ich zatrzymać, Eumene podpala pomieszczenie. Lisinga zostaje zabrana.

### Akt drugi
Gabinet królewski
Scena 1. Chór opiewa smutek króla (chór: „Ah che la doglia amara”). Polibiusz opłakuje utratę córki (aria Polibiusza: „Come sperar riposo”). Siveno wzywa do odwetu na zdrajcy.
Obszar wiejski w pobliżu miasta
Scena 2. Eumene prowadzi schwytaną Lisingę. Zapewnia ją, że nie ma się czego bać, ponieważ kocha Siveno, a zatem żonę też. Siveno i Polibiusz ich doganiają. Walka. Eumene grozi zabiciem Lisingi. W zamian Polibiusz deklaruje dźgnięcie Siveno (kwartet: „Donami omai Siveno”). Eumene odkrywa medalion na szyi Siveno i zdaje sobie sprawę, że to jego syn. Kończy walkę i wszyscy się godzą („Figlio / a qual gioja io provo”). Jednak gdy Eumene wzywa Sivene do powrotu do ojczyzny, pojawia się kolejny problem(„All’armi, o Fidi miei”). Lisinga i Siveno są siłą rozdzieleni. Polibiusz odchodzi z córką. Siveno rozpacza.
Scena 3. Eumene ujawnia Siveno, że jest jego ojcem i wskazuje na medalion. Siveno odczuwa ulgę, ale prosi ojca, by oddał mu ukochaną (aria Siveno: „Perdon ti chiedo, o padre”).
Sala audiencyjna ze stołem i krzesłami
Scena 4. Lisinga wzywa Polibiusza i wielkich królestwa do zemsty na porywaczu (aria Lisingi z chórem: „Superbo! Ah tu vedrai”).
Obóz z widokiem na miasto
Scena 5. Eumene wychodzi z namiotu. Wyrzuca sobie, że uległ prośbie syna i pozwolił mu odejść (aria Eumene z chórem: „Lungi dal figlio amato”). Lisinga pojawia się ze swoim ludem. Pokonuje Eumene. Zanim Lisinga go zabije, pojawia się Siveno i rzuca się pomiędzy nich, by chronić swojego ojca. Eumene jest szczęśliwy, że jego syn w końcu zdecydował się na niego. Daje swoje błogosławieństwa Lisindze i Siveno. Chór świętuje szczęście, które teraz zapanuje w Persji i Syrii.
Scena 6. Podczas gdy wszyscy ustawiają się w kolejce do króla, Polibiusz pojawia się ze swoją świtą (chór: „Festosi al re si vada”). Początkowo jest zszokowany widokiem zbrataniem Siveno z wrogiem. Eumene oficjalnie ujawnia się teraz jako syryjski król Demetriusz i ojciec Siveno. Podaje Polibiuszowi rękę na zgodę. Operę kończy radosny chór (wszyscy soliści i chór: „Quai moti al cor io sento”).

## Numery muzyczne
- Uwertura/Sinfonia

### Akt I
- N. 1 – Introdukcja Mio figlio non sei (Polibiusz, Siveno)
- N. 2 – Aria Siveno Pien di contento in seno
- N. 3 – Duet Polibiusza i Eumene Non cimentar lo sdegno
- N. 4 – Chór i cavatina Lisingi Nobil gentil donzella – Alla pompa già m’appresso
- N. 5 – Duet Lisingi i Siveno Questo cor ti giura amore
- N. 6 – Tercet Lisingi, Siveno i Polibiusza Sempre teco ognor contenta
- N. 7 – Chór i aria Eumene Andiam taciti – All’alta impresa tutti (Chór, Eumene)
- N. 8 – Finał I Mi scende sull’alma – Ohimè, crudel, che tenti (Lisinga, Eumene, Siveno, Polibiusz, chór)

### Akt II
- N. 9 – Chór i aria Polibiusza Ah che la doglia amara – Come sperar riposo (Chór, Polibiusz, Siveno)
- N. 10 – Kwartet Donami ormai Siveno (Eumene, Polibiusz, Lisinga, Siveno)
- N. 11 – Aria Siveno Perdon ti chiedo, o padre (Siveno, Eumene)
- N. 12 – Aria Lisingi Superbo, ah! Tu vedrai (Lisinga, chór)
- N. 13 – Finał II Lungi dal figlio amato – Festosi al re si vada – Quai moti al cor io sento (Eumene, Chór, Lisinga, Siveno, Polibiusz)[6]

## Nagrania
- 27 lipca 1979 (na żywo z Barga, skrócona aranżacja Bruno Rigacciego): Bruno Rigacci (dyrygent), Orkiestra Giovanile Internazionale di Opera Barga, Coro della „Guido Monaco” di Prato. Giandomenico Bisi (Euneme – Demetriusz), Aldo Bramante (Polibiusz), Cecilia Valdenassi (Lisinga), Benedetta Pecchioli (Siveno), Enrico Facini (Alcandro). Bongiovanni LP: GB 2001/2[7].
- 27 lipca 1992 (nagranie na żywo z Martina Franca): Massimiliano Carraro (dyrygent), Grazer Symphonieorchester, Bratislava Sluk Chamber Chorus. Dalmacio Gonzalez (Demetriusz – Eumene), Giorgio Surjan (Polibiusz), Christine Weidinger (Lisinga), Sara Mingardo (Siveno), Anna Laura Longo (Olmira), Martina Fullone (Onao). Płyta CD: CDS 171 / 1-2.
- Lipiec 1993 (nagranie na żywo z Rugii): Wilhelm Keitel (dyrygent), Mińska Orkiestra Kameralna. Peter Koppelmann (Euneme – Demetriusz), Stefan Sevenich (Polibiusz), Sybille Wolf (Lisinga), Carola Guber (Siveno), Dirk Donat (Narrator).
- 8. Wrzesień 1996 (nagranie na żywo z Dordrecht): Giuliano Carella (dyrygent). Aldo Bertolo (Euneme – Demetriusz), Pietro Spagnoli (Polibiusz), Maria Costanza Nocentini (Lisinga), Sonia Ganassi (Siveno), Edwin van Gelder (Alcandro), Persephone Abbott (Olmira). Lyric Distribution Incorporated ALD 4085 (MC, 1996).
- Sierpień 2010 (nagranie na żywo z Rossini Opera Festival w Pesaro) Corrado Rovaris/Davide Livermore (dyrygenci) Orchestra Sinfonica G. Rossini e Coro da Camera di Praga, Mirco Palazzi (Polibiusz), María José Moreno (Lisinga), Victoria Zaytseva(Silveno), Yijie Shi (Euneme – Demetriusz)[8].

## literatura
- Richard Osborne: Rossini. Życie i praca. Droemer Knaur, Monachium 1988, ISBN 3-426-02421-7.

## Linki internetowe
- Demetrio e Polibio – nuty dostępne w bibliotece cyfrowej International Music Score Library Project
- Libretto, Venedig 1817 w systemie informacyjnym Corago Uniwersytetu w Bolonii .
- Libretto (włoski) pełny tekst na stronie internetowej Rossini Society
- Libretto (włoski) pełny tekst na librettidopera.it
- Demetrio e Polibio (Gioacchino Rossini) w systemie informacyjnym Corago Uniwersytetu w Bolonii .
- Dyskografia Demetrio e Polibio